# Kaipara District

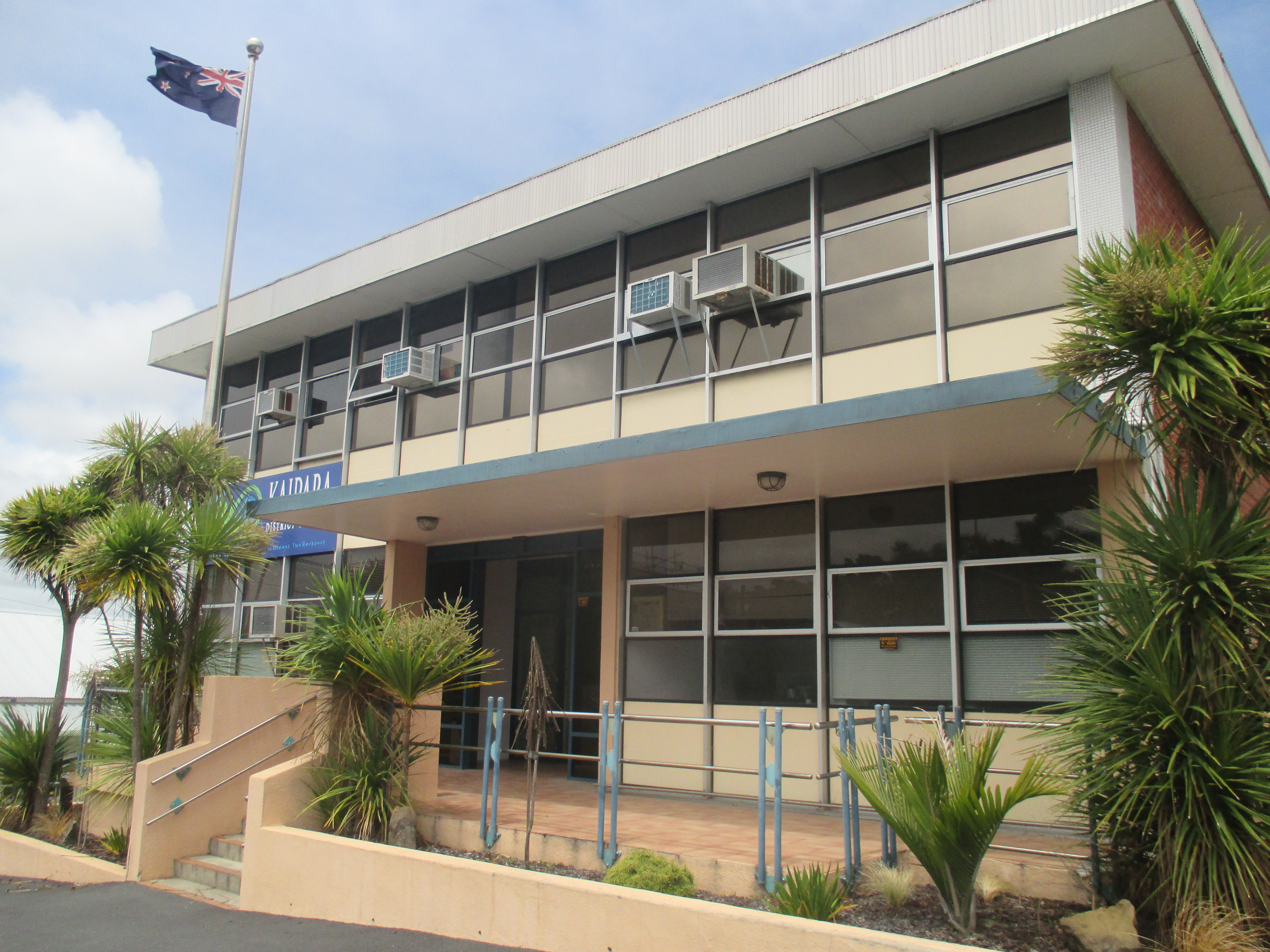
Gebäude des Kaipara District Council in Dargaville

Der Kaipara District ist eine zur Region Northland zählende Verwaltungseinheit in Neuseeland. Der Rat des Distrikts, Kaipara District Council (Distriktrat) genannt, hat seinen Sitz in der Stadt Dargaville, ebenso wie die Verwaltung des Distrikts.

## Geographie

### Geographische Lage
Der Kaipara District befindet sich südlich des Far North Districts, im nördlichen Teil der Nordinsel. Er stellt mit 3109 km² reine Landfläche den zweitgrößten Distrikt in der Region Northland dar. Mit 18.960 im Jahr 2013 gezählten Einwohnern kommt der Distrikt auf eine Bevölkerungsdichte von 6,1 Einwohner pro km².
Der Distrikt wird im Westen von der Tasmansee, im Norden vom Far North District, im Osten vom Whangarei District und im Süden vom früheren Rodney District, der 2010 in den Auckland Council eingemeindet wurde, begrenzt.
Die westliche Küstenlandschaft, die wie mit einem Lineal gezogen erscheint, verläuft von Norden aus in südöstlicher Richtung und endet am Eingang zum Kaipara Harbour. Der östliche Küstenabschnitt ist nur 13 km lang und verläuft auf der Höhe von Mangawhai aus fast gradlinig nach Norden. Die Südgrenze des Distrikts über Land ist hier zwischen Kaipara Harbour und dem Pazifischen Ozean lediglich 24 km lang und bildet eine Landenge auf dem in diesem Gebiet sonst 55 km breiten Teil von Northland.
Im Gebiet des Distriktes befindet sich der Waipoua Forest, einem der größten noch erhaltenen Kauri-Wälder. Diese Bäume bedeckten ursprünglich die gesamte Northland Peninsula, wurden aber über die letzten Jahrhunderte zu großen Teilen abgeholzt. Trotz der ausgedehnten Abholzungen wird das Gebiet an der Westküste noch oft als Kauri Coast, also Kauri-Küste bezeichnet.
Die mit Abstand größte Stadt des Distrikts ist mit 4251 Einwohnern Dargaville.

### Klima
Das Klima im Distrikt wird von der Tasmansee und dem Pazifischen Ozean bestimmt und wird als suptropisch bezeichnet. Die durchschnittlichen Temperaturen pro Tag liegen bei 18 °C im Sommer und bei 10 °C im Winter. Frost kommt so gut wie gar nicht vor. Die Niederschläge liegen im Sommer bei durchschnittlich 250 mm und im Winter bei 450 mm, über das Jahr bezogen bei 1400 mm. Die durchschnittliche Sonnenscheindauer liegt bei rund 1800 Stunden pro Jahr.

## Geschichte
Der Kaipara District gehört mit zu den Distrikten in Neuseeland, in deren Gebieten die polynesischen Vorfahren der Māori zuerst siedelten, als sie nach Neuseeland kamen. Die Stämme der Te Uri o Hau, Te Roroa und kleinere wie Te Kuihi, Te Parawhau, Ngāti Whatua Runanga oder Teile der Ngāpuhi und der Ngāti Wai sind in der Gegend beheimatet.
Eine Besonderheit in Bezug auf die Siedlungsgeschichte stellt die Stadt Dargaville dar. Im beginnenden 20. Jahrhundert kamen Siedler aus Dalmatien um in den „Gummiplantagen“ der Kauriwälder rund um Dargaville zu arbeiten und Kauri-Harz zu ernten. Viele blieben und siedelten.

## Bevölkerung

### Bevölkerungsentwicklung
Von den 18.960 Einwohnern des Distrikts waren 2013 4101 Einwohner Māori-stämmig (21,6 %). Mehr als 3/4 der Bevölkerung lebt in ländlichen und dörflichen Gebieten. Das durchschnittliche Einkommen in der Bevölkerung lag 2013 bei 22.600 NZ$ gegenüber 28.500 NZ$ im Landesdurchschnitt.

### Herkunft und Sprachen
Die Frage nach der Zugehörigkeit einer ethnischen Gruppe beantworteten in der Volkszählung 2013 84,2 % mit Europäer zu sein, 23,1 % gaben an Māori-Wurzeln zu haben, 2,9 % kamen von den Inseln des pazifischen Raums und 2,0 % stammten aus Asien (Mehrfachnennungen waren möglich). 13,0 % der Bevölkerung gab an in Übersee geboren zu sein und 17,2 % der Bevölkerung sprachen Māori, unter den Māori 17,2 %.

## Verwaltung
Der Kaipara District ist selbst noch einmal in drei Wards eingeteilt, dem Dargaville Ward, dem Otamatea Ward und dem West Coast Central Ward und wird politisch von dem Kaipara District Council, dem ein Mayor (Bürgermeister) und acht Councillors (Ratsmitgliedern) vorstehen, geleitet. Die acht Councillors vertreten in aufgeteilter Verantwortung die drei Wards. Der Bürgermeister und die Ratsmitglieder werden alle drei Jahre neu gewählt.

## Wirtschaft
Der Distrikt zählte im Jahr 2015 3450 Unternehmen mit insgesamt 7889 Beschäftigten. Der mit Abstand größte Wirtschaftszweig des Distriktes stellt mit 31,7 % die Land- und Forstwirtschaft zusammen mit der Fischerei dar, gefolgt von 11,8 % im produzierenden Gewerbe und 8,9 % im Immobiliensektor. Mit seiner langen Westküste bietet der Distrikt vielen Urlaubern gute Erholungsmöglichkeiten. Trotzdem hat der Tourismus lediglich einen Anteil von 2,2 % am Bruttosozialprodukt des Distriktes.

## Verkehr
Verkehrstechnisch angebunden ist der Distrikt durch den von Nord nach Süd verlaufenden New Zealand State Highway 1, der den Distrikt im Südosten durchquert. Der State Highway 12 hingegen durchquert den gesamten Distrikt im Süden und führt dann nach Norden verlaufend in den angrenzenden Distrikt Far North. Der State Highway 14 verbindet die nördliche Hälfte des Distrikts mit der Stadt Whangārei im Osten.

## Sehenswürdigkeiten
- Das Dargaville Museum zeigt Reste eine Kanus der Māori, das um 1900 in den Sanddünen der Küste gefunden wurde.[9]
- Bedeutsam ist auch das Kauri Museum in Matakohe, das die Geschichte der Ausbeutung der Kauri-Wälder in der Gegend erzählt.[14]